# Heidi De Pauw
Heidi De Pauw (Aalst, België, 18 februari 1972) is mensenrechtenactiviste en voormalig CEO van Child Focus, de Belgische Stichting voor vermiste en seksueel uitgebuite kinderen.

## Vroegere leven en opleiding
Heidi De Pauw werd geboren op 18 februari 1972 in Aalst, België. Ze behaalde een master in Criminologische Wetenschappen aan de Universiteit van Gent en een master in Humane en Sociale Wetenschappen aan de Universiteit van Patras, Griekenland. Daarnaast behaalde ze een diploma in Business Administration aan de EHSAL Management School in Brussel.

## Carrière
De Pauw begon haar carrière bij de Preventiedienst Binnenlandse Zaken, waar ze veiligheids- en preventieprojecten rond drugsmisbruik en vermissingen uitvoerde. Kort na de oprichting van Child Focus in 1998 werd ze een van de eerste casemanagers die zowel slachtoffers van vermissingen en seksuele uitbuiting als hun families bijstond. Drie jaar later werd ze Study & Development Manager binnen de nieuw opgerichte afdeling Study & Development van Child Focus, waar ze belangrijke nationale en EU-preventieprojecten ontwikkelde en implementeerde.
Als secretaris-generaal van Eurochild leidde De Pauw de Europese non-profitorganisatie die zich richt op de bestrijding van kinderarmoede en sociale uitsluiting.  In 2005 werd ze directeur van PAG-ASA, een gespecialiseerd centrum voor slachtoffers van mensenhandel, waar ze zes jaar werkte.
Eind 2011 keerde ze terug naar Child Focus als CEO. De Pauw is voormalig vicevoorzitter van Missing Children Europe, de Europese Federatie voor Vermiste en Seksueel Uitgebuite Kinderen, en was jarenlang speciaal vertegenwoordiger van de Patron's Council van Missing Children Europe voor het Koninklijk Paleis. Ze was tot april 2025 voorzitter van de raad van bestuur van Minor Ndako en Juna vzw, een opvanghuis voor niet-begeleide minderjarigen en minderjarige slachtoffers van mensenhandel.
In 2022 werd Heidi De Pauw benoemd tot Commandeur in de Kroonorde voor haar bijdragen als CEO van Child Focus bij de evacuatie en transfer van 40 Oekraïense gehandicapte kinderen en Belgische kinderen uit Syrische gevangenkampen naar België.
Sinds juni 2023 is Heidi De Pauw oprichter en vice-voorzitster van Antwerp Diamonds FC, een vrouwenvoetbalclub. Van december 2023 tot augustus 2024 was ze lid van de Raad van Bestuur van INHOPE, het wereldwijde netwerk tegen CSAM. In april 2024 werd Heidi lid van de Biz Board Lotto Super League (Pro League). In 2024 nam Heidi De Pauw afscheid als CEO bij Child Focus.
In november 2024 stak ze samen met Ria Gheysens en Marie-Julie Gheysens haar schouders onder de oprichting van de Royal Antwerp Football Club Foundation. Met gerichte projecten en campagnes wil de Royal Antwerp FC Foundation een verschil maken en het welzijn van anderen vergroten. Zo richt de Foundation zich op het doorbreken van het taboe rond eenzaamheid en sociaal isolement. 
Vanaf 1 juni 2025 neemt Heidi eveneens de functie van Country Director voor Enabel in Palestina op zich, naast haar huidige verantwoordelijkheden als Country Director in Jordanië. Naast deze functies speelt zij ook een regionale rol in het Midden-Oosten, waarbij zij partnerschappen verkent, samenwerking bevordert en Enabels strategische betrokkenheid in de regio versterkt, terwijl zij zorgt voor een efficiënte implementatie van programma's in deze uitdagende contexten.
- International Standard Name Identifier: 0000 0000 4774 1747
- Library of Congress Control Number: n2006035736
- Nederlandse Thesaurus van Auteursnamen: 26228653X
- Virtual International Authority File: 68448543